# ジョスリン・ヘイ (第22代エロル伯爵)
第22代エロル伯爵ジョスリン・ヴィクター・ヘイ（英語: Josslyn Victor Hay, 22nd Earl of Erroll, 1901年5月11日 - 1941年1月24日）は、イギリスの貴族。1941年にイギリス植民地ケニアで起きた迷宮入り殺人事件「エロル事件」の被害者として知られる。

## 経歴

### 事件まで
1901年5月11日、外交官でエロル伯爵家の法定推定相続人だったキルマーノック卿ヴィクター・ヘイ(1927年に第21代エロル伯爵を継承)とその妻メアリー（旧姓マッケンジー）の長男としてウェストミンスター・メイフェアに生まれる。
1911年のジョージ5世の戴冠式では祖父の第20代エロル伯爵チャールズ・ヘイのコロネットを運ぶ役割を果たした。
イートン校で学んだが、17歳の時に退学となった。
1920年にはベルリンの臨時代理大使に任命された父に従ってアタッシェ兼大使個人秘書となり、1922年まで務めた。
外務省試験に合格した後、父の後を継いで外交官となると思われていたが、第8代デ・ラ・ウォー伯爵ギルバート・サックヴィルの娘であり、ユアン・ウォレスと結婚していたイディナ・サックヴィルに夢中となり、イディナは1923年に夫と離婚し、二人は1923年9月22日に結婚した。
この騒動で評判が悪くなったため、イディナのお金でイギリス植民地ケニアに移住した。しかしやがて薬物や乱交をしていた快楽主義者の植民者たちのグループであるハッピー・バレー・セットの一員となり、負債を増やした。1928年2月20日に第22代エロル伯爵の爵位を継承したが、1930年にイディナと離婚。 同年金持ちの娘であるエディス・モードと再婚した。エロル伯は女たらしで知られ、ハッピー・バレーとその周辺に住む様々な女性とベッドを共にしていたと噂されていた。
1934年に一時イギリスに帰国した際に第6代準男爵サー・オズワルド・モズレーの率いるイギリスファシスト連合に加盟した。1年後、ケニアへ戻り、Convention of Associationsの議長となった。1937年にはジョージ6世とエリザベス皇太后の戴冠式に出席。1938年にはキアンブから選出されてケニア立法議会の議員となる。1939年に妻エディスがアルコール中毒で死去した。

### エロル事件
1940年11月にケニアのイギリス人社交界に第11代準男爵サー・ジョック デルヴィス・ブロートンと35歳年下の若妻ダイアナが加わった。エロル伯は夫妻と親交を深めるうちにダイアナと交際するようになった。
ブロートンとダイアナの間には、もしダイアナが第三者と恋愛関係になった場合、離婚を認めるうえに年5000ポンドを支払うという約束があったので、ブロートンは表面的には受け入れる立場を取り、1941年1月23日にエロル伯とダイアナとブロートンでお別れパーティーが催された。この場でブロートンは「幸せなカップルに」乾杯している。その後、エロル伯とダイアナはダンスへ出かけたが、この時にブロートンは午前三時までには妻を帰宅させてくれとエロル伯に頼んだ。エロル伯はこの約束を守り、午前二時半にダイアナをブロートンの邸宅に送り届け、その後、自身は自動車で帰宅した。
この半時間後、ブロートン邸から五キロも離れていない場所で、二人の黒人が片輪が排水溝に落ちた自動車を発見した。車内には遺体が残されていた。午前八時に警察が到着し、法医学者ジョフリー・ティムズがこの遺体がエロル伯であることに気づいた。死体安置所に運ばれた遺体の左耳の傷を洗浄したときに銃痕が発見され、事故死ではなく殺人であることが判明した。
ブロートンが容疑者として浮上し、1941年3月10日に逮捕されたが、確たる証拠がなく無罪となった。しかしダイアナはブロートンがエロル伯を殺害したと疑い続け、夫妻の関係は悪化して離婚に至った。ブロートンは1942年にイギリスに戻った後、うつ病が深刻になり、1942年12月2日に自殺している。

### 死後
エロル伯の死後、保有爵位のうち、女系継承が可能なスコットランド貴族爵位のエロル伯爵位とヘイ卿位は娘のダイアナ・ヘイが継承した。男系男子に限定される連合王国貴族爵位のキルマーノック男爵は弟のギルバートが継承した（彼はこの継承とともに先祖のキルマーノック伯爵ボイド家にならってボイドに改姓している）。

## 栄典

### 爵位
1928年2月20日の父ヴィクター・ヘイの死去により以下の爵位を継承した。
- 第22代エロル伯爵 (22nd Earl of Erroll)
(1452年6月12日の勅許状によるスコットランド貴族爵位)
- 第23代ヘイ卿 (23rd Lord Hay)
(1429/30年3月以前の勅許状によるスコットランド貴族爵位)
- エア州におけるキルマーノックの第5代キルマーノック男爵(5th Baron Kilmarnock, of Kilmarnock in the County of Ayr)
(1831年6月17日の勅許状による連合王国貴族爵位)

## 家族
1923年9月22日、第8代デ・ラ・ウォー伯爵ギルバート・サックヴィルの娘イディナ・サックヴィルと結婚。彼女との間に一人娘の第23代エロル女伯爵ダイアナ・ヘイを儲けた。1930年にイディナと離婚し、1930年2月8日にエディス・モードと再婚したが、彼女との間に子供はなく、1939年に死別した。